# ساگوان (آلاسکا)
ساگوان (به انگلیسی: Sagwon) یک منطقهٔ مسکونی در ایالات متحده آمریکا است که در North Slope Borough واقع شده‌است. ساگوان ۲۰۵٫۷۴ متر بالاتر از سطح دریا واقع شده‌است.